# دعاء التوسل
دعاء التوسل وهو دعاء مروي عن أئمة الشيعة الإثنا عشر وهو طلب حاجة من الله سبحانه وتعالى وأن يقسمه بحق اوليائه المقربين لما لهم من كرامة ومقام وتعتقد الشيعة بأنه لا ينافي التوحيد لأنهم يجعلون ائمتهم وسيلة وواسطة بينهم وبين الله.و يعتقدون بأنه طريق لقضاء الحاجات وغفران الذنوب.قد ذكر دعاء التوسل في مفاتيح الجنان.

## سند الدعاء ووقت قرائته
رواه محمد باقر المجلسي في كتابه بحار الأنوار وما أشار إلى سند الكتاب الذي أخذه منه وقال وجدته في بعض الكتب المعتبرة أنه رواه محمد بن بابويه عن الأئمة الإثنا عشر وقال: ما قرأته في حاجة إلا ووجدت الإجابة سريعاً.ولم يذكر وقت خاص لقرائة هذا الدعاء لكن يقرأ ليلة الأربعاء.

## محتوى الدعاء
دعاء التوسل يتضمن أربعة عشرة فقره بعدد أئمة الإثنا عشر والنبي وفاطمة الزهراء حيث تعتقد الشيعة بعصمتهم وفي كل فقرة منه يسئلون الله بحق هؤلاء الأشخاص أن يقضي الله حاجاتهم.ففي الفقرة الأولى يبتدأ باَللّـهُمَّ اِنّي اَسْاَلُكَ وَاَتَوَجَّهُ اِلَيْكَ بِنَبِيِّكَ نَبِيِّ الرَّحْمَةِ مُحَمَّد صَلَّى اللهُ عَلَيْهِ وَآلِهِ، وفي نهاية كل فقرة يقول: اِنّا تَوَجَّهْنا وَاسْتَشْفَعْنا وَتَوَسَّلْنا بِكَ اِلَى اللهِ وَقَدَّمْناكَ بَيْنَ يَدَيْ حاجاتِنا يا وَجيهاً عِنْدَ اللهِ اِشْفَعْ لَنا عِنْدَ اللهِ.

## اثار القرائة اليومية لدعاء التوسل
يعتقد بعض العلماء الشيعة بأن حقيقة أثار الدعاء التوسل تظهر من خلال قراءة الدعاء يومياً وله أثر كبير في قضاء الحوائج.

## مقتطفات من الدعاء
يبدأ الدعاء بهذه العبارات: اَللّـهُمَّ اِنّي اَسْاَلُكَ وَاَتَوَجَّهُ اِلَيْكَ بِنَبِيِّكَ نَبِيِّ الرَّحْمَةِ مُحَمَّد صَلَّى اللهُ عَلَيْهِ وَآلِهِ، يا اَبَا الْقاسِمِ يا رَسُولَ اللهِ يا اِمامَ الرَّحْمَةِ يا سَيِّدَنا وَمَوْلانا اِنّا تَوَجَّهْنا وَاسْتَشْفَعْنا وَتَوَسَّلْنا بِكَ اِلَى اللهِ وَقَدَّمْناكَ بَيْنَ يَدَيْ حاجاتِنا يا وَجيهاً عِنْدَ اللهِ اِشْفَعْ لَنا عِنْدَ اللهِ
و يستمر حتى هذه العبارة والتي يقال ما قبلها الحاجة: يا سادَتي وَمَوالِيَّ اِنّي تَوَجَّهْتُ بِكُمْ اَئِمَّتي وَعُدَّتي لِيَوْمِ فَقْري وَحاجَتي اِلَى اللهِ وَتَوَسَّلْتُ بِكُمْ اِلَى اللهِ وَاسْتَشْفَعْتُ بِكُمْ اِلَى اللهِ، فَاشْفَعُوا لي عِنْدَ اللهِ وَاسْتَنْقِذُوني مِنْ ذُنُوبي عِنْدَ اللهِ، فَاِنَّكُمْ وَسيلَتي اِلَى اللهِ وَبِحُبِّكُمْ وَبِقُرْبِكُمْ اَرْجُو نَجاةً مِنَ اللهِ فَكُونُوا عِنْدَ اللهِ رَجائي يا سادَتي يا اَوْلِياءَ اللهِ صَلَّى اللهِ عَلَيْهِمْ اَجْمَعينَ وَلَعَنَ اللهِ اَعْداءَ اللهِ ظالِميهِمْ مِنَ الاَْوَّلينَ وَالاْخِرينَ آمينَ رَبَّ الْعالَمينَ.

## انظر ايضاً
| - دعاء العهد - دعاء كميل - دعاء المجير - دعاء الفرج - دعاء المشلول - دعاء العديلة - المناجاة الشعبانية - دعاء العشرات | - دعاء الجوشن الصغير - دعاء الافتتاح - دعاء البهاء - دعاء الجوشن الكبير - دعاء الندبة - دعاء عرفة - مناجاة الخمسة عشر |